# Like Lambs
Like Lambs é um filme independente de ação e terror escrito e dirigido por Ted Marcus. Foi lançado em 2016 no Atlanta Film Festival, e também apresentado no Boston International Film Festival.

## Sinopse
Durante um colapso econômico, alunos de um colégio interno encontram casos de corrupção envolvendo banqueiros da elite. Em revolta, eles traçam um plano para obrigar um burguês liberar dinheiro ou assistir à morte de seus filhos em rede nacional.

## Elenco
- Liam Aiken	...	Charlie Masters
- Ted Marcus	...	Sebastian Dollarhyde
- Justin Chon	...	Jasper Cho
- Connor Paolo	...	Mick Springfield
- Lindsay Keys	...	Rebecca Fitzpatrick
- Chanelle Peloso	...	Dahlia Fitzpatrick

## Produção
O filme foi gravado ao longo do outono de 2013 em um castelo gótico na Nova Inglaterra. Foram usados filmes 35mm que restaram das produções de 12 Years a Slave e The Wolf of Wall Street. Para finalizar a produção foram arrecadados cerca de 33 mil dólares no Kickstarter.